# Girkalnis
Girkalnis (ryska: Гиркальнис) är en ort i Litauen. Den ligger i den centrala delen av landet, 150 km nordväst om huvudstaden Vilnius. Girkalnis ligger 98 meter över havet och antalet invånare är 997.
Terrängen runt Girkalnis är platt. Runt Girkalnis är det ganska glesbefolkat, med 27 invånare per kvadratkilometer. Närmaste större samhälle är Raseiniai, 8,7 km nordväst om Girkalnis. Trakten runt Girkalnis består till största delen av jordbruksmark.